# Elliot Warburton
Bartholomew Elliott George Warburton (1810-1852), comúnmente conocido como Elliot Warburton, viajero y novelista irlandés, nació cerca de Tullamore, Irlanda.

## Biografía

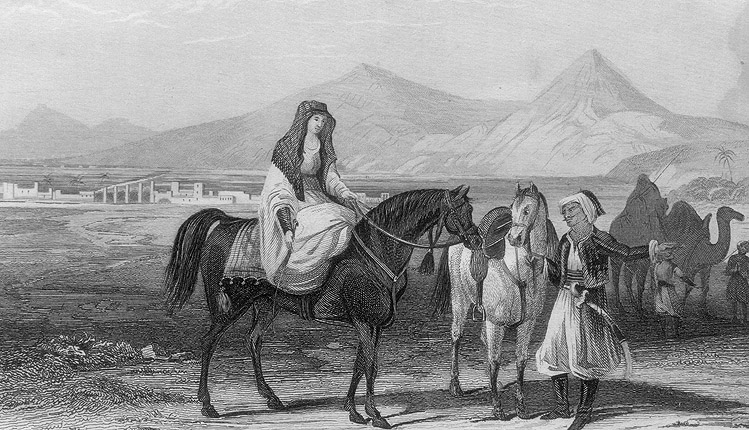
Lámina de La Luna y la Cruz titulada "Campamento en Baalbec, señora y señor en primer plano"

Su padre fue el mayor George Warburton, inspector general del Cuerpo de policía real de Irlanda, para Aughrim, Galway. Su madre era Anne Maria Acton originaría de Kilmacurragh, Condado Wicklow. Fue educado en la Universidad de la Trinidad (Trinity College), Cambridge, y fue convocado para formar parte del Colegio de abogados irlandés en 1837. Allí contrajo amistades de larga duración con Monckton Milnes (Señor de Houghton) y AW Kinglake, autor de Eothen, a quien admiraba. Decidió abandonar su práctica profesional como abogado para dedicarse a los viajes y la literatura.
Sus primeros artículos sobre viajes, fueron publicados en la "Revista de la Universidad de Dublin" (Dublin University Magazine) donde el editor, Charles Lever lo convenció de convertirlos en un libro. Los artículos se convirtieron en su primer libro, The Crescent and the Cross, que representaba la suma de sus viajes en 1843 por Grecia, Turquía, Siria, Palestina y Egipto, y que fue recibido y equiparado en importancia para el público con el libro de Kinglake, Eothen, que apareció en 1844. El interés general de Inglaterra estaba centrado en Oriente en esa época, y Warburton coincidía con Kinglake en su apoyo a la anexión de Egipto. Pero, aparte de esta observación, las animadas narrativas de las aventuras de Warburton y las pintorescas representaciones de la vida de Oriente y sus características, fueron más que suficientes para justificar el éxito del libro que llegó a las 18 ediciones.

En 1847 Warburton escribió Zoë: un episodio de la Guerra griega, derivado de una historia que había escuchado mientras visitaba las islas griegas. Donó las ganancias de este libro al alivio de la hambruna irlandesa. Su obra más significativa fue "Memorias del Príncipe Rupert y los Caballeros" (Memoir of Prince Rupert and the Cavaliers, 1849), enriquecido con documentos originales, y escrito con una parcialidad elocuente sobre el tema. En 1850 publicó Reginald Hastings, una novela, cuyas escenas fueron ubicadas en el mismo período de la guerra civil, y, en 1852, publicó otra novela histórica, Darien, o El Príncipe Mercader.
Estaba planeando escribir una historia sobre los pobres, y en su última visita a Dublin, recorrió suburbios y áreas pobres de la ciudad. Sin embargo, en 1851 fue enviado por la Compañía Unión del Atlántico y el Pacífico a explorar el istmo de Darién, para negociar y mejorar las relaciones entre la compañía y las tribus indias locales. Navegó en esta misión a bordo el Vapor RMS Amazona, y falleció junto con aproximadamente otros 110 pasajeros y tripulantes, cuándo el Amazona  se incendió y se hundió el 4 de enero de 1852 en el Golfo de Vizcaya.
Su hermano, el Mayor George Drought Warburton (1816-1857, nombrado así en honor a su tío George Glencarrig, Condado Wicklow), colaboró con él en Hochelaga, o Inglaterra en el Nuevo Mundo (1847), y La Conquista de Canadá (1849). Otro hermano, Thomas, estudió leyes en la Universidad de Trinidad, Dublin, mientras que su hermana, Sidney, también fue escritora.

### Ficción
- Zoë: an episode of the Greek War. 1847.
- Reginald Hastings. London: Henry Colburn. 1850.
- Darien: Or, The Merchant Prince. London: Henry Colburn. 1852.

### No ficción
- La luna y La Cruz. Londres. Henry Colburn. 1844.
- Hochelaga, or, England in the New World. London: Henry Colburn. 1847. (with George Warburton)
- Memoirs of Prince Rupert, and the Cavaliers. London: Richard Bentley. 1849.
- Memoirs of Horace Walpole and His Contemporaries. London: Colburn & Co. 1852.
- A Memoir of Charles Mordaunt, Earl of Peterborough and Monmouth. London: Longman, Brown, Green, and Longmans. 1853. (póstumo; con George Warburton)